# Orthotrichum anomalum x stramineum
Orthotrichum anomalum x stramineum là một loài rêu trong họ Orthotrichaceae. Loài này được R. Ruthe mô tả khoa học đầu tiên năm 1873.
Danh pháp khoa học của loài này chưa được làm sáng tỏ. 

## Hình ảnh

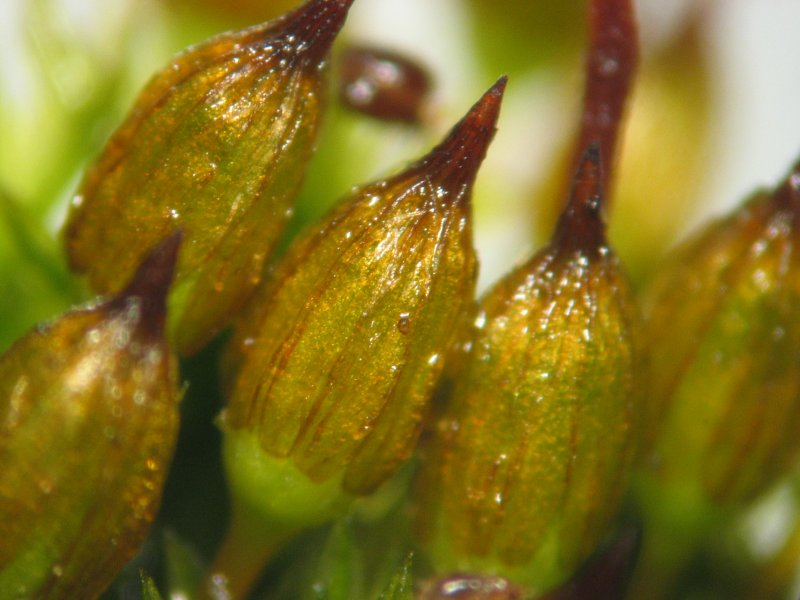
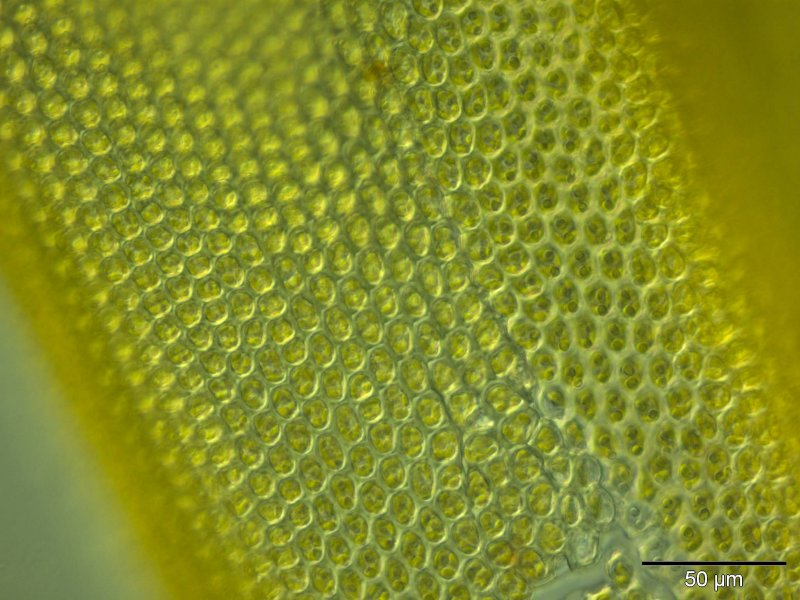
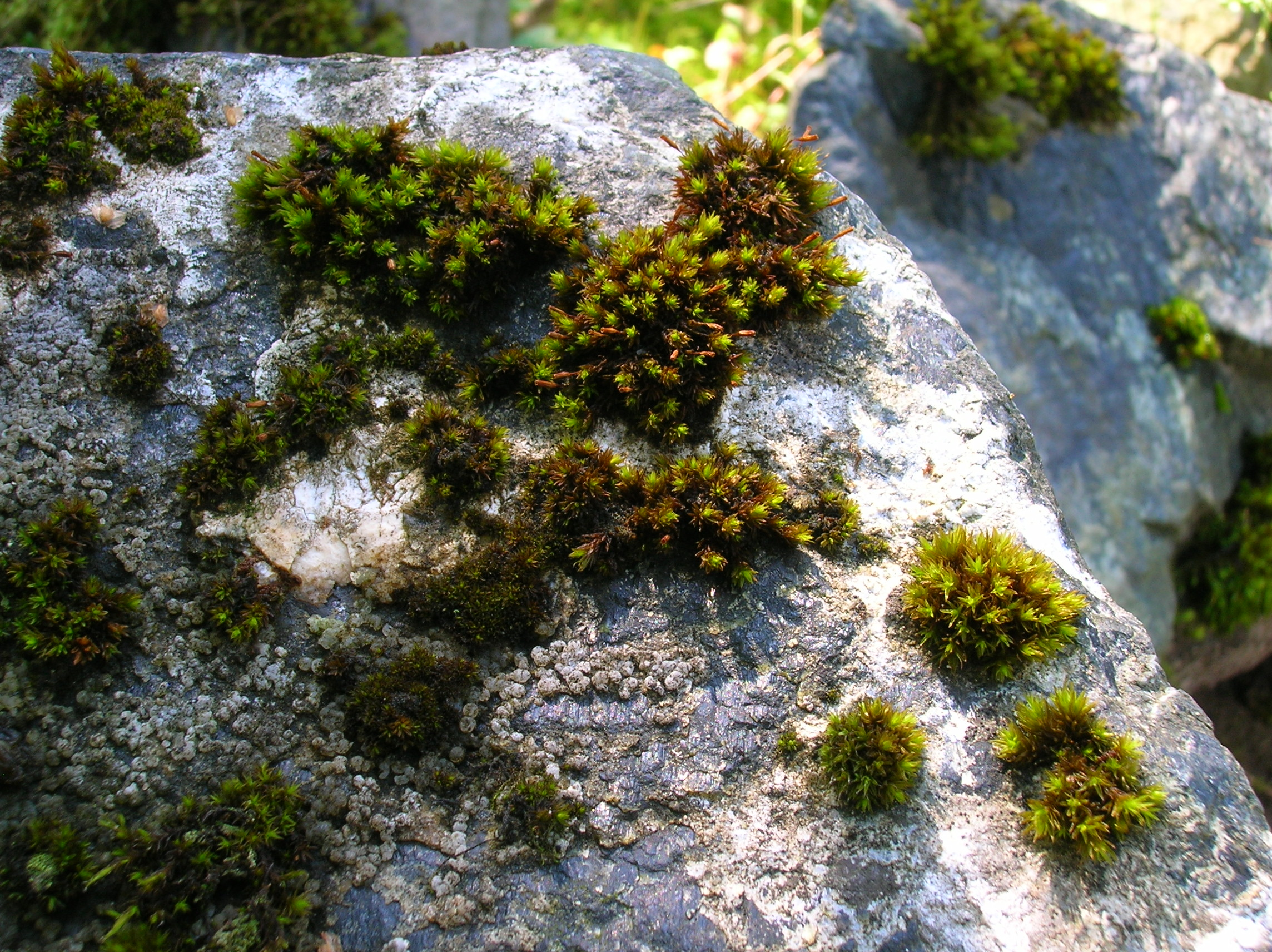
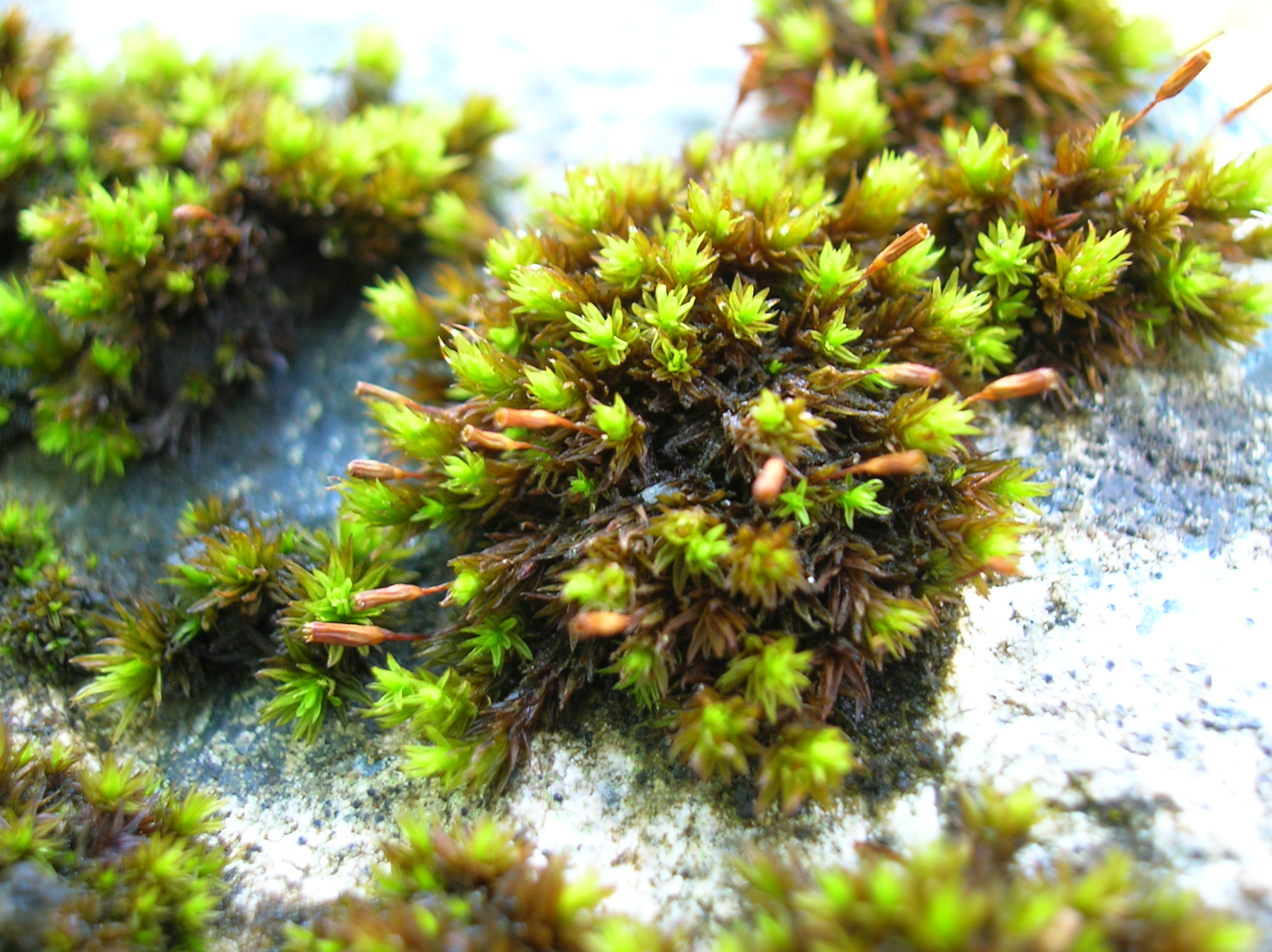